# 野々島 (徳島県)
野々島（ののしま）は、徳島県阿南市椿町にある島である。

## 地理
阿南市地内の無人島で橘湾口に浮かぶ島のひとつ。椿泊港から燧崎を回って2km、橘港、答島港からはともに約6kmの距離にあり、広さはわずか0.2km2。江戸時代中期から農家が一軒あり、昭和40年頃に民宿を営んでいたが現在は無人である。
島の頂上付近には野々島城址があり、長さ100m、高さ1mの石塁が長円型に築かれ、その内側は居館跡とみられる平地となっている。
城というよりは砦であるが、築城法からみれば平安時代末期から鎌倉時代初期のものといえる。この頃、紀淡海峡から海部灘にかけて出没したといわれる海賊の拠点であったと思われる。

現在は大阪YMCA阿南国際海洋センターの土地となっている。